# بلاز
بلاز، (به بلاروسی: Беларускі аўтамабільны завод) (روسی: Белорусский автомобильный завод or БелАЗ) تولیدکننده تجهیزات ترابری، معدنی و عملیات خاکی بلاروسی است که در شهر ژودزینا واقع شده‌است. این کارخانه در سال ۱۹۴۸ افتتاح شد و بیش از ۱۲۰،۰۰۰ دستگاه برای استفاده در اتحاد جماهیر شوروی تولید کرد.
بلاز همواره در بهبود کیفیت محصولاتش تلاش کرده واین شرکت با تحقیق و توسعه و خدمات پس از فروش مناسب توانسته استانداردهایی همچون ایزو ۹۰۰۰ را کسب کند.

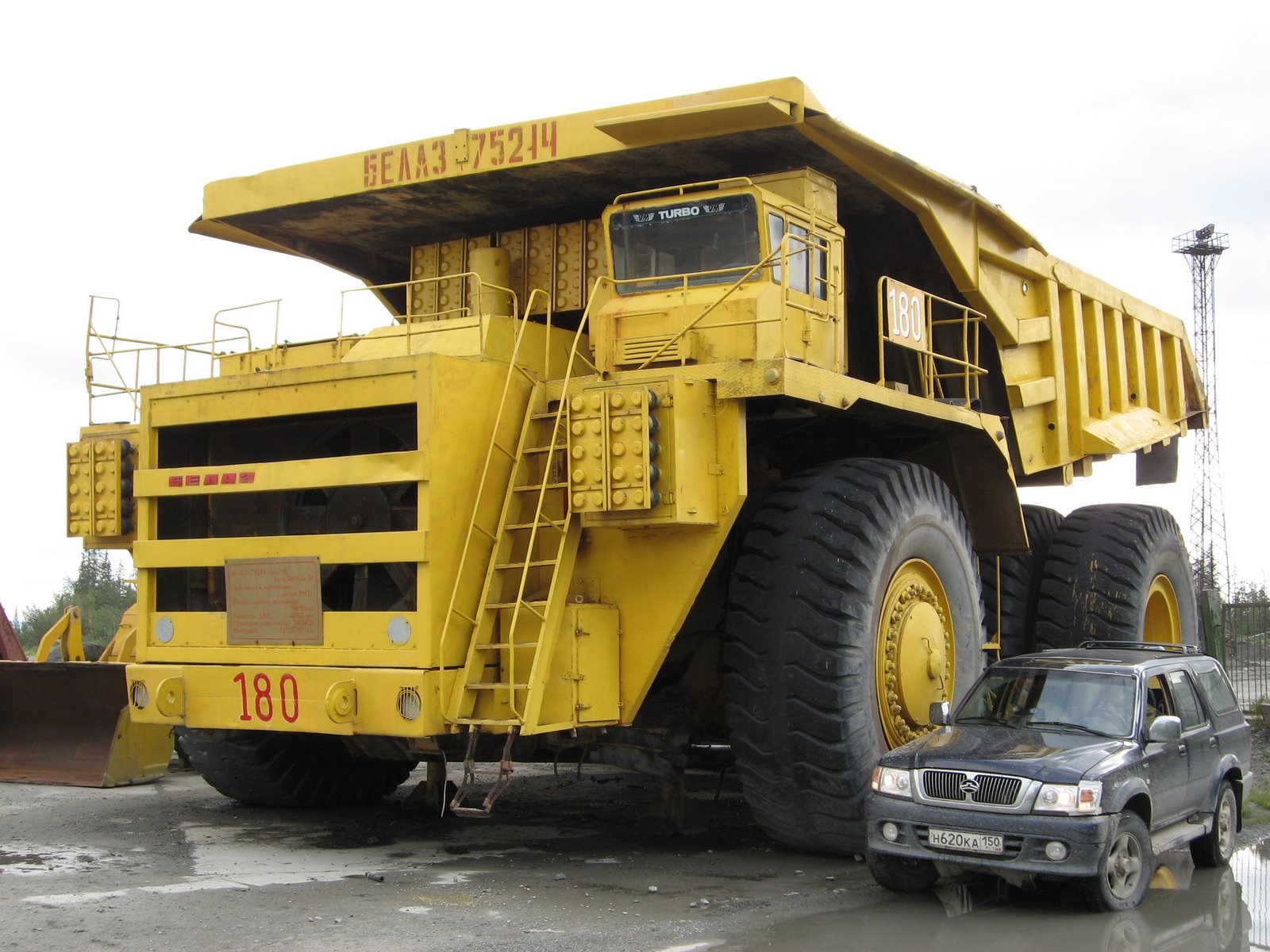
بلاز-۷۵۲۱۴

## محصولات
این شرکت در زمینه تولید دامپتراک ،هال‌تراک، لودر، پوش بک و واگن مشغول به فعالیت است.

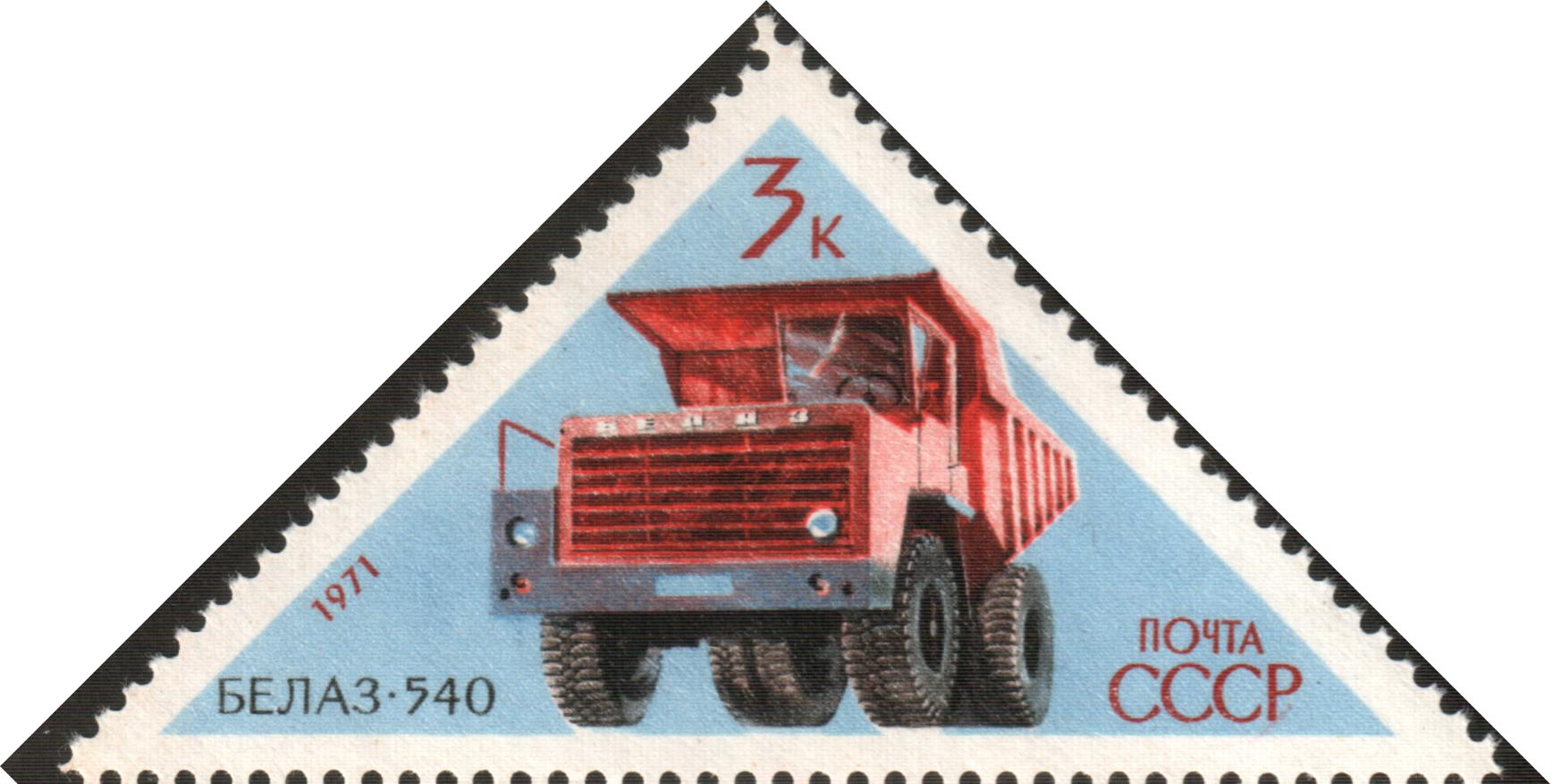
تمبر پستی ۱۹۷۱ اتحاد جماهیر شوروی سابق، نشان بلاز ۵۴۰